# Oulad Sbaïta (ort)
Oulad Sbaïta är en ort i Marocko.   Den ligger i regionen Tanger-Tétouan-Al Hoceïma, 180 km norr om huvudstaden Rabat.